# محمد الصنانی
محمد الصنانی (عربی: محمد على جمعة الصنانى؛ زادهٔ ۱۳ مهٔ ۱۹۸۴) بازیکن فوتبال اهل لیبی است.
از باشگاه‌هایی که در آن بازی کرده‌است می‌توان به باشگاه فوتبال الاتحاد و باشگاه فوتبال بنزرتی اشاره کرد.
وی همچنین در تیم ملی فوتبال لیبی بازی کرده‌است.